# 魔法门之英雄无敌III：末日之刃
《魔法门之英雄无敌III：末日之刃》（英語：Heroes of Might and Magic III: Armageddon's Blade，繁体中文版译为“魔法门英雄无敌3之末世圣刀”）是回合制策略游戏《魔法门之英雄无敌III》的第二部资料片。它由New World Computing开发于Windows平台，由3DO公司发行于1999年。《魔法门之英雄无敌III：末日之刃》不包含原始游戏。